# Győry Sándor
Győry Sándor (Tarján, 1795.április 15. – Pest, 1870. március 9.) építőmérnök, matematikus, a Magyar Tudományos Akadémia tagja (1832).

## Élete
Iskoláit Pozsonyban, Nagykőrösön és Debrecenben (1810) végezte. A pesti egyetemen 1825-ben kapott mérnöki diplomát, utána a Duna felmérési munkálataiban vett részt, majd országos építészeti igazgatóként működött. A Magyar Tudós Társaság – a Magyar Tudományos Akadémia elődje – matematikai osztályába 1832. március 9-én levelező, szeptember 1-jén rendes taggá választotta. Megválasztása után rendszeres fizetéssel és nyugdíjjal járó hivataláról lemondott, egyéb mérnöki munkáit is abbahagyta, hogy egészen a tudománynak élhessen.
Fontos szerepet töltött be a matematika eredményeinek meghonosításában és a magyar tudományos nyelv kialakulásában. A matematikai fogalmak magyarra átültetése nagy nehézséggel járt, újonnan alkotott szakkifejezései nehézkesnek, többnyire használhatatlannak bizonyultak. Később, az 1850-es évek elején Győry Sándor érdeklődése fokozatosan a közgazdaság és a zeneelmélet kérdései felé fordult.

## Publikációi
Cikkei többek között az alábbi lapokban, kiadványokban jelentek meg:
- Magyar Tudományos Társaság Évkönyve (II. 1832-34. A mathematikai tudományoknak az elme kifejtésére és köztársaságok virágoztatására befolyásáról (székfoglaló); A Duna regulázásáról, III. 1834-36. Báró Zach Ferencz, Végh István, Horváth József Elek, Humboldt Vilmos és Klaproth Gyuláról, V. 1838-40. A fel- és visszatorlásról, VI. 1840-42. A számbeli felsőbb egyenletek egyenes valós gyökerekben, VIII. 1845-47. Emlékbeszéd Vásárhelyi Pál felett),
- Tudománytár (1834. Az erőművek alkalmazásáról s munkatéleléről, Az architekturai szépségről, Észrevételek, Igaz-e azon panasz, hogy erőművek alkalmazása, és mind a száraz, mind a vizi közlekedés könnyebb helyre állítása által a dolgozó nép és kézi munkájok napi béréből élők, élelem s keresetmódjoktól megfosztatnak? Zamboni örökmozgója, Babbage számoló mozdonya, 1835. A közlekedés rendszeréről, 1842. Közgazdaság fogalma és elvei, 1843. Nemzetviszonyok: 1. Erő elemei, 2. Munkásság foganata, 3. Pénzviszonyok, 1844. Népnevelés, realismus és a tudományok befolyása, terjesztése és alkalmazása)
- Magyar Akadémia Értesítője (1847. Az egyenletek alábbszállításáról, A felsőbb egyenletek megfejtéséről, 1848. A negyedik fokú egyenletek fölfejtéséről, 1850-51. A gyökérhúzások egy új módja. I852. A cubik gyökerekről, Emlékbeszéd Beszédes József felett, 1853. A hanglépték, öszhangzatok és mérséklet számviszonyairól, Az asztalmozgatás tüneményéről, 1854. A közelitő törekek közbeiktatásáról, A láncztörekekről, 1856. A bűvös négyszögekről, A hanglépték kiszámításáról, 1858. Egy nehéz feladat megoldásáról, 1859. Armellino hangolási módszeréről, 1860. Egy nehéz feladat megoldásáról, Némely kéteseknek vitatott mathematikai elvek igazolása, 1861. A háromszög határozatlan területéről, A külpontiszegletek középponti viteléről vagy középpontosításáról, Cardan szabályáról s az egyenletek általános feloldásáról, 1862-63. A műnyelvről és műszavak alkotásáról, Az egyenletek általános megoldásáról és határ-értékeiről, 1865. A régi római font súlymértékéről, 1867. Az egyenletek gyökereinek határairól, A felsőbb egyenletek gyökereiről mint első fokú szorzókról, 1868. Az egyenletek megoldásáról és szorzókra osztásáról, 1869. A mathematikai műszavakról és fogalmakról).

Szerkesztette a Magyar Akadémiai Értesítőt (A mathematikai és természettudományi osztályok közlönyét) 1860–1865 között hat kötetet.

## Munkái
- A Buda és Pest közt építendő álló hídról (Pest, 1832)
- A felsőbb analysis elemei (Pest, 1836–40, 1845-ben az MTA Marczibányi-féle nagyjutalmával tüntették ki)
- Budapestnek árvíz ellen való megóvásáról (Pest, 1845)
- A hanglépték, összhangzatok és mérséklet számviszonyai (Új Magy. Múz. 1853)
- A hangrendszer kiszámításáról és zongorák hangolásáról (Pest, 1858)
- A hangrendszerről és zongorák hangolásáról mérséklés nélkül tiszta viszonyok szerint (Pest, 1864).